# Irish Open 1923
Die Irish Open 1923 waren die 17. Austragung dieser internationalen Meisterschaften von Irland im Badminton. Sie fanden in Dublin statt.	

## Finalresultate
| Disziplin    | Sieger                           | Finalist                   | Ergebnis            |
| ------------ | -------------------------------- | -------------------------- | ------------------- |
| Herreneinzel | G. S. B. Mack                    | George Alan Thomas         | 17–15, 10–15, 15–10 |
| Dameneinzel  | nicht ausgetragen                | nicht ausgetragen          | nicht ausgetragen   |
| Herrendoppel | G. S. B. Mack George Alan Thomas | J. F. Kempster G. B. Doran | 15–2, 15–9          |
| Damendoppel  | D. Pilkington D. Anderson        | Ada Good Louisa Plews      | 15–11, 9–15, 15–6   |
| Mixed        | Frank Devlin E. F. Stewart       | G. A. Overend Ada Good     | 15–11, 9–15, 16–15  |